# Stepan Spandarjan
Stepan Surenovič Spandarjan (in russo Степан Суренович Спандарян?; Mosca, 2 aprile 1906 – Mosca, 1987) è stato un cestista e allenatore di pallacanestro sovietico.

## Carriera

### Giocatore
A partire dal 1927 ha militato nella Dinamo Mosca, con cui ha vinto il campionato sovietico nel 1937 nel doppio ruolo di allenatore-giocatore.

### Allenatore
Prende parte alla seconda guerra mondiale, ed al ritorno continua la carriera di allenatore. Alla guida dell'Unione Sovietica ha vinto tre medaglie d'argento ai Giochi olimpici, venendo sempre sconfitto in finale dagli Stati Uniti (1952, 1956 e 1960). Ha conquistato il titolo agli Europei di Cecoslovacchia 1947, Francia 1951, Bulgaria 1957 e Turchia 1959.
Ha allenato la Dinamo Mosca: ha vinto il campionato nel 1948 e la coppa nazionale nel 1948 e nel 1949.